# Kościół Ducha Świętego w Chronowie
Kościół Ducha Świętego w Chronowie – zespół zabytków znajdujący się w województwie małopolskim, w powiecie bocheńskim, w gminie Nowy Wiśnicz w Chronowie.
Zespół zabytków w skład którego wchodzi: kościół, dzwonnica oraz kaplica grobowa, wpisany został do rejestru zabytków nieruchomych województwa małopolskiego.
Obiekt znajduje się na szlaku architektury drewnianej województwa małopolskiego .

## Historia
Z 1326 roku pochodzi pierwszy zapis wymieniający parafię odnaleziony w spisie dziesięciny papieskiej .
Kościół wybudowany w 1685 roku w miejscu starszego . W 1687 bp Mikołaj Oborski konsekrował kościół .

## Architektura
Obiekt drewniany, orientowany. Podczas przebudowy w 1872 roku połączono wolnostojąca dzwonnicę z przedsionkiem. Korpus szerszy od prezbiterium zamkniętego trójbocznie. Dach kryty gontem, ściany oszalowane pionowymi deskami.
Nawa główna nakryta pozornym sklepieniem kolebkowym, nawy boczne posiadają płaskie stropy wsparte na słupach  .

## Wystrój i wyposażenie
- polichromia z 1868 autorstwa malarza Ferdynanda Tarczałowicza z Bochni[3] ;
- nowa polichromia z 1930 roku autorstwa malarza Przebindowskiego z Krakowa[2] ;
- w ołtarzu głównym ozdobionym spiralnymi kolumnami, obraz Zesłanie Ducha Świętego[2] ;
- obraz Męczeństwo św. Kryspina i Kryspiniana z początku XVI wieku, przechowywany obecnie w Muzeum Diecezjalnym w Tarnowie[2] ;
- kwatera późnogotyckiego tryptyku z około 1520 roku z kościoła w Lipnicy Dolnej[4] .

## Dzwonnica
Wolnostojąca drewniana dzwonnica z lat 1927–1930 .

## Kaplica grobowa
Kaplica grobowa A. Kozickiego z 1685 roku. W 1997 roku z powodu powodzi obsunęła się część skarpy, na której stoi kościół parafialny, zniszczeniu uległa kaplica nagrobna Kozickich którą odbudowano w 2003 roku .